# Långbana
Långbana är en term som används inom tävlingsimningen, då man simmar i en bassäng på 50 meter.
Stora tävlingar som sker i långbana är:
- EM i simning (långbana)
- JSM i simning (långbana)
- Olympiska sommarspelen (långbana)
- SM i simning (långbana)
- SUM-SIM (långbana)
- VM i simning (långbana)